# Izabella Krzan

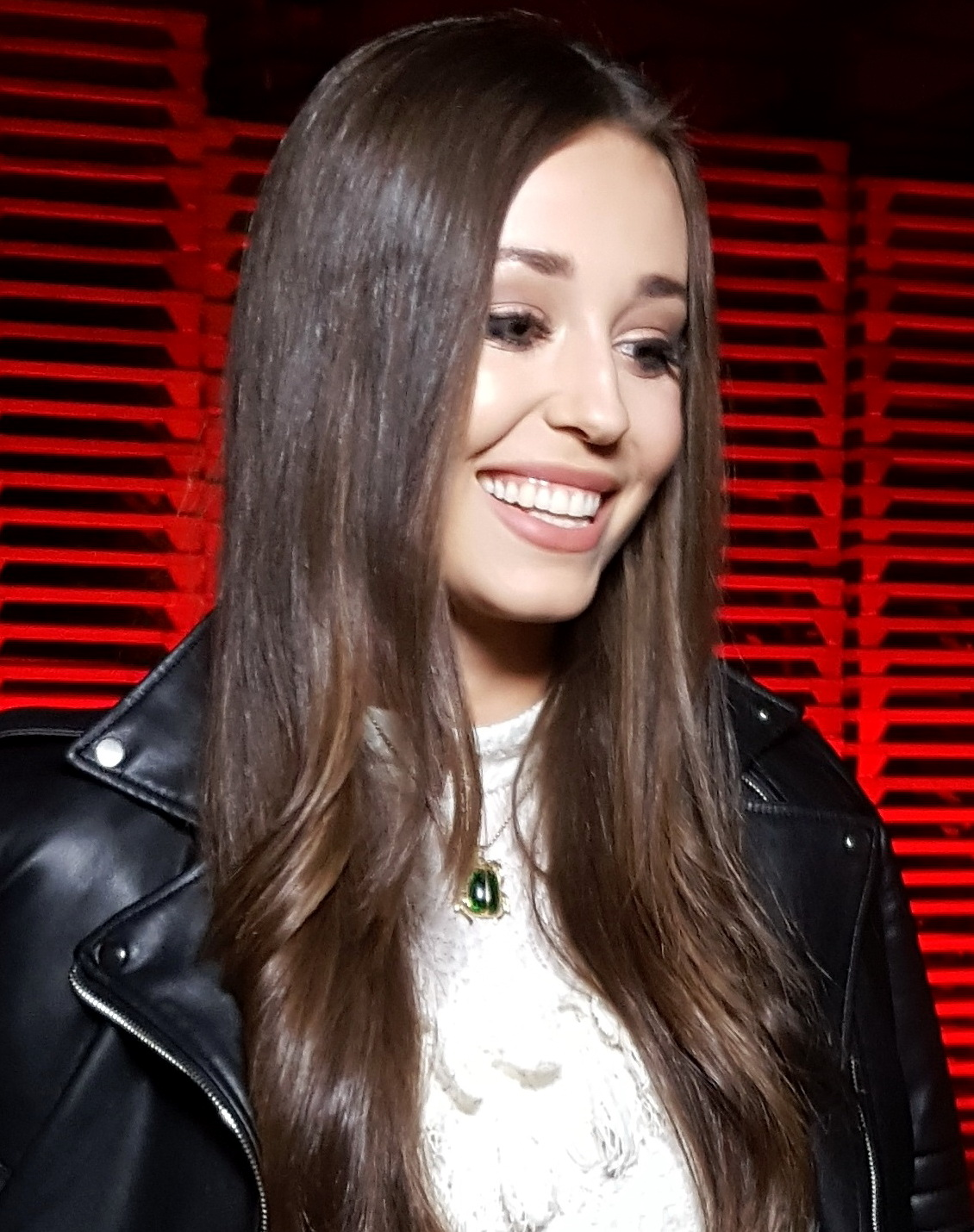
Krzan (2017)

Izabella Magdalena Krzan (ur. 14 lutego 1995 w Olsztynie) – polska modelka, Miss Polonia 2016 i prezenterka telewizyjna związana z Telewizja Polską (2017–2024) i Grupą TVN (od 2024). W latach 2024–2025 była również prezenterką internetowego Kanału Zero.

## Życiorys
Pochodzi z Olsztyna, gdzie uczęszczała do Szkoły Podstawowej nr 34 i ukończyła V Liceum Ogólnokształcące im. Wspólnej Europy w klasie o profilu matematyczno-geograficznym. W młodości grała w drużynie siatkarskiej na pozycji atakującej, a jej największym sukcesem w tej dziedzinie sportu było zajęcie trzeciego miejsca na Mistrzostwach Polski juniorek. Przez osiem lat trenowała taniec towarzyski, w którym zdobyła międzynarodową klasę taneczną „A” w tańcach standardowych i „B” w latynoamerykańskich. Uzyskała licencjat z ekonomii w Szkole Głównej Gospodarstwa Wiejskiego w Warszawie.
W 2011 zdobyła tytuł Miss Nastolatek Warmii i Mazur. W 2014 została III Wicemiss Warmii i Mazur. W listopadzie 2016 została laureatką konkursu Miss Polonia 2016, po czym reprezentowała Polskę w konkursie Miss Universe 2016 na Filipinach, ale nie zakwalifikowała się do finałowej trzynastki.
W maju 2017 została prowadzącą cykl reportaży Lajk! w porannej audycji TVP2 Pytanie na śniadanie, a kilka tygodni później reporterką tego programu. W latach 2017–2024 współprowadziła teleturniej Koło fortuny w TVP2. Również w 2017 uzyskała nominację do nagrody za debiut roku w plebiscycie Gwiazdy Plejady i po raz pierwszy współprowadziła Sylwester marzeń z Dwójką, co powtórzyła również w 2018, 2020 i 2021. Jesienią 2019 współprowadziła z Maciejem Kurzajewskim wznowiony Czar par w TVP2. Od 17 lutego 2021 do stycznia 2024 była jedną z prowadzących program Pytanie na śniadanie w TVP2. W 2022 poprowadziła reality show Kamper Polska wyprodukowany dla platformy TVP VOD (z czasem produkcja ta trafiła na inne serwisy streamingowe). W styczniu 2024 zakończyła pracę w Telewizji Polskiej, ale premierowe odcinki Koła fortuny z jej udziałem emitowane były do maja 2024.
W lutym 2024 dołączyła do redakcji internetowego Kanału Zero, w którym do lutego 2025 prowadziła program śniadaniowy 7:00 i magazyn Godzina zero. Jesienią 2024 została prezenterką stacji TVN Style, w której współprowadziła programy: Dobry wieczór i Patent na święta. W lutym 2025 zadebiutowała w roli reporterki programu śniadaniowego Dzień dobry TVN, który od lipca 2025 współprowadzi z Janem Pirowskim. W sierpniu tego samego roku była jedną z prowadzących Top of the Top Sopot Festival, emitowanego na antenie stacji TVN. W 2025 została także prowadzącą program Afryka Express. 

## Życie prywatne
Ma starszego o osiem lat brata, Grzegorza, który jest trenerem przygotowania fizycznego w siatkarskim klubie Indykpol AZS Olsztyn.
Była związana z Michałem Filipem, siatkarzem Cerradu Czarnych Radom. W styczniu 2019 poinformowała media o rozstaniu z partnerem. Od 2020 jest w związku z Dominikiem Kowalskim, synem Barbary Falender.

## Nagrody i nominacje
| Rok  | Konkurs                        | Kategoria          | Tytułem        | Rezultat     |
| ---- | ------------------------------ | ------------------ | -------------- | ------------ |
| 2011 | Miss Nastolatek Warmii i Mazur | N/A                | występ na gali | Wygrana      |
| 2014 | Miss Warmii i Mazur            | N/A                | występ na gali | III Wicemiss |
| 2016 | Miss Polonia 2016              | N/A                | występ na gali | Wygrana      |
| 2018 | Telekamery 2018                | Nadzieja telewizji | całokształt    | Nominacja    |